# Radikal 167

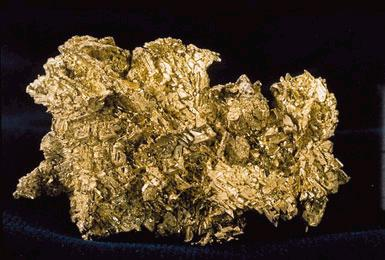
Gold-Nugget

Radikal 167 mit der Bedeutung „Gold, Metall, Geld“ ist eines von neun traditionellen Radikalen der chinesischen Schrift mit acht Strichen.
Mit 213 Zeichenverbindungen in Mathews’ Chinese-English Dictionary kommt es sehr häufig im Lexikon vor. Auch im Kangxi-Wörterbuch finden sich mit 806 Schriftzeichen sehr viele Zeichen unter diesem Radikal.
Das Piktogramm zeigt vier Goldstücke oder Metallstreifen in der Erde. Darüber befindet sich eine Überdachung.
Bei der Vereinfachung des Zeichens sind nur noch zwei Goldkörnchen übrig geblieben. Das moderne Kurzzeichen 钅ist zwar stark vereinfacht, lässt aber immer noch seine Herkunft erkennen.
Mit 金/釒 werden Zeichenverbindungen von U+91D1 bis 钄 U+9484 codiert, anschließend daran mit 钅 von U+9485 bis 镶 U+9576.
Als Sinnträger stellt dieses Radikal einen Zusammenhang mit Metall her, wie zum Beispiel:
- 鋈 (platinieren),
- 錾 (gravieren) oder
- 銮, das Glöckchen, das am Wagen des Kaisers hing.

Zeichen, die mit diesem Radikal geschrieben werden, gehören in das Bedeutungsfeld Metallbearbeitung oder Metallgegenstand:
- 银 (Silber),
- 铜 (Kupfer),
- 铁 (Eisen),
- 铣 (fräsen),
- 钻 (bohren),
- 针 (Nadel),
- 铲 (Schaufel) und
- 锁 (Schloss).

Die ursprüngliche Bedeutung von 错 (falsch) war „vergolden“ und wird daher mit diesem Radikal geschrieben.
Metall ist auch eines der Fünf Elemente und steht für Reife, Kontraktion, Kondensation, Ablösung, Sinken.

## Schriftzeichenverbindungen, die vom Radikal 167 regiert werden
| Striche | Zeichen |                                                                                    |
| ------- | --- | ---------------------------------------------------------------------------------- |
| +0      | 金 釒 | 钅                                                                                 |
| +01     | 釓釔 | 钆钇                                                                               |
| +02     | 釕釖釗釘釙釚釛釜針釞釟釠釡釢 | 针钉钊钋钌                                                                         |
| +03     | 釣釤釥釦釧釨釩釪釫釬釭釮釯釰釱釲釳釴釵釶釷釸釹釺釻釼 | 钍钎钏钐钑钒钓钔钕钖钗                                                             |
| +04     | 釽釾釿鈀鈁鈂鈃鈄鈅鈆鈇鈈鈉鈊鈋鈌鈍鈎鈏鈐鈑鈒鈓鈔鈕鈖鈗鈘鈙鈚鈛鈜鈝鈞鈟鈠鈡鈢鈣鈤鈥鈦鈧鈨鈩鈪鈫鈬                                                               | 钘钙钚钛钜钝钞钟钠钡钢钣钤钥钦钧钨钩钪钫钬钭钮钯                                   |
| +05     | 鈭鈮鈯鈰鈱鈲鈳鈴鈵鈶鈷鈸鈹鈺鈻鈼鈽鈾鈿鉀鉁鉂鉃鉄鉅鉆鉇鉈鉉鉊鉋鉌鉍鉎鉏鉐鉑鉒鉓鉔鉕鉖鉗鉘鉙鉚鉛鉜鉝鉞鉟鉠鉡鉢鉣鉤鉥鉦鉧鉨鉩鉪鉫鉬鉭鉮鉯鉰鉱鉲鉳鉴               | 钰钱钲钳钴钵钶钷钸钹钺钻钼钽钾钿铀铁铂铃铄铅铆铇铈铉铊铋铌铍                       |
| +06     | 鉵鉶鉷鉸鉹鉺鉻鉼鉽鉾鉿銀銁銂銃銄銅銆銇銈銉銊銋銌銍銎銏銐銑銒銓銔銕銖銗銘銙銚銛銜銝銞銟銠銡銢銣銤銥銦銧銨銩銪銫銬銭銮銯銰銱                                     | 铏铐铑铒铓铔铕铖铗铘铙铚铛铜铝铞铟铠铡铢铣铤铥铦铧铨铩铪铫铬铭铮铯铰铱铲铳铴铵银铷 |
| +07     | 銲銳銴銵銶銷銸銹銺銻銼銽銾銿鋀鋁鋂鋃鋄鋅鋆鋇鋈鋉鋊鋋鋌鋍鋎鋏鋐鋑鋒鋓鋔鋕鋖鋗鋘鋙鋚鋛鋜鋝鋞鋟鋠鋡鋢鋣鋤鋥鋦鋧鋨鋩鋪鋫鋬鋭鋮鋯鋰鋱鋲鋳鋴鋵鋶                     | 铸铹铺铻铼铽链铿销锁锂锃锄锅锆锇锈锉锊锋锌锍锎锏锐锑锒锓锔锕                       |
| +08     | 鋷鋸鋹鋺鋻鋼鋽鋾鋿錀錁錂錃錄錅錆錇錈錉錊錋錌錍錎錏錐錑錒錓錔錕錖錗錘錙錚錛錜錝錞錟錠錡錢錣錤錥錦錧錩錪錫錬錭錮錯錰錱録錳錴錵錶錷錸錹錺錻錼錽錾錿鍀鍁鍂鍃鍄鍅鍆 | 锖锗锘错锚锛锜锝锞锟锠锡锢锣锤锥锦锧锨锩锪锫锬锭键锯锰锱                           |
| +09     | 錨鍇鍈鍉鍊鍋鍌鍍鍎鍏鍐鍑鍒鍓鍔鍕鍖鍗鍘鍙鍚鍛鍜鍝鍞鍟鍠鍡鍢鍣鍤鍥鍦鍧鍨鍩鍪鍫鍬鍭鍮鍯鍰鍱鍲鍳鍴鍵鍶鍷鍸鍹鍺鍻鍼鍽鍾鍿鎀鎁鎂鎃鎄鎅鎆鎇鎚                         | 锲锳锴锵锶锷锸锹锺锻锼锽锾锿镀镁镂镃镄镅                                           |
| +10     | 鎈鎉鎊鎋鎌鎍鎎鎏鎐鎑鎒鎓鎔鎕鎖鎗鎘鎙鎛鎜鎝鎞鎟鎠鎡鎢鎣鎤鎥鎦鎧鎨鎩鎪鎫鎬鎭鎮鎯鎰鎱鎲鎳鎴鎵鎶鎷鎸鎹鎺鎻鎼鎽鎾鎿                                                 | 镆镇镈镉镊镋镌镍镎镏镐镑镒镓镔镕                                                   |
| +11     | 鏀鏁鏂鏃鏄鏅鏆鏇鏈鏉鏊鏋鏌鏍鏎鏏鏐鏑鏒鏓鏔鏕鏖鏗鏘鏙鏚鏛鏜鏝鏞鏟鏠鏡鏢鏣鏤鏥鏦鏧鏨鏩鏪鏫鏬鏭鏮鏯鏰鏱鏲鏹                                                       | 镖镗镘镙镚镛镜镝镞镟镠                                                             |
| +12     | 鏳鏵鏶鏷鏸鏺鏻鏼鏽鏾鏿鐀鐁鐂鐃鐄鐅鐆鐇鐈鐉鐊鐋鐌鐍鐎鐏鐐鐑鐒鐓鐔鐕鐖鐗鐘鐙鐚鐛鐜鐝鐞鐟鐠鐡鐢鐣鐤鐥鐦鐧鐨                                                       | 镡镢镣镤镥镦镧镨镩镪镫                                                             |
| +13     | 鏴鐩鐪鐫鐬鐭鐮鐯鐰鐱鐲鐳鐴鐵鐶鐷鐸鐹鐺鐻鐼鐽鐾鐿鑀鑁 | 镬镭镮镯镰镱                                                                       |
| +14     | 鑂鑃鑄鑅鑆鑇鑈鑉鑊鑋鑌鑍鑎鑏鑐鑓鑔鑧 | 镲                                                                                 |
| +15     | 鑑鑒鑕鑖鑗鑘鑙鑚鑛鑜鑝鑞鑟鑠鑡鑢鑣鑤鑥鑦 | 镳镴                                                                               |
| +16     | 鑨鑩鑪鑫鑬 |                                                                                    |
| +17     | 鑭鑮鑯鑰鑱鑲鑳钄 | 镵镶                                                                               |
| +18     | 鑴鑵鑶鑷鑸鑹鑺 |                                                                                    |
| +19     | 鑻 鑼 鑽 鑾 |                                                                                    |
| +20     | 鑿钀钁钂 |                                                                                    |
| +21     | 钃 |                                                                                    |

 Im Unicodeblock Kangxi-Radikale ist das Radikal 167 unter der Codepointnummer 12.198 (U+2FA6) codiert.